# Ruspoli's toerako
Ruspoli's toerako  (Menelikornis ruspolii synoniem: Tauraco ruspolii) is een vogel die behoort tot de familie Musophagidae (toerako's). De vogel werd in 1896 door Tommaso Salvadori beschreven en als eerbetoon vernoemd naar de Italiaanse avonturier Eugenio Ruspoli. Het is kwetsbare, endemische vogelsoort in Ethiopië.

## Kenmerken

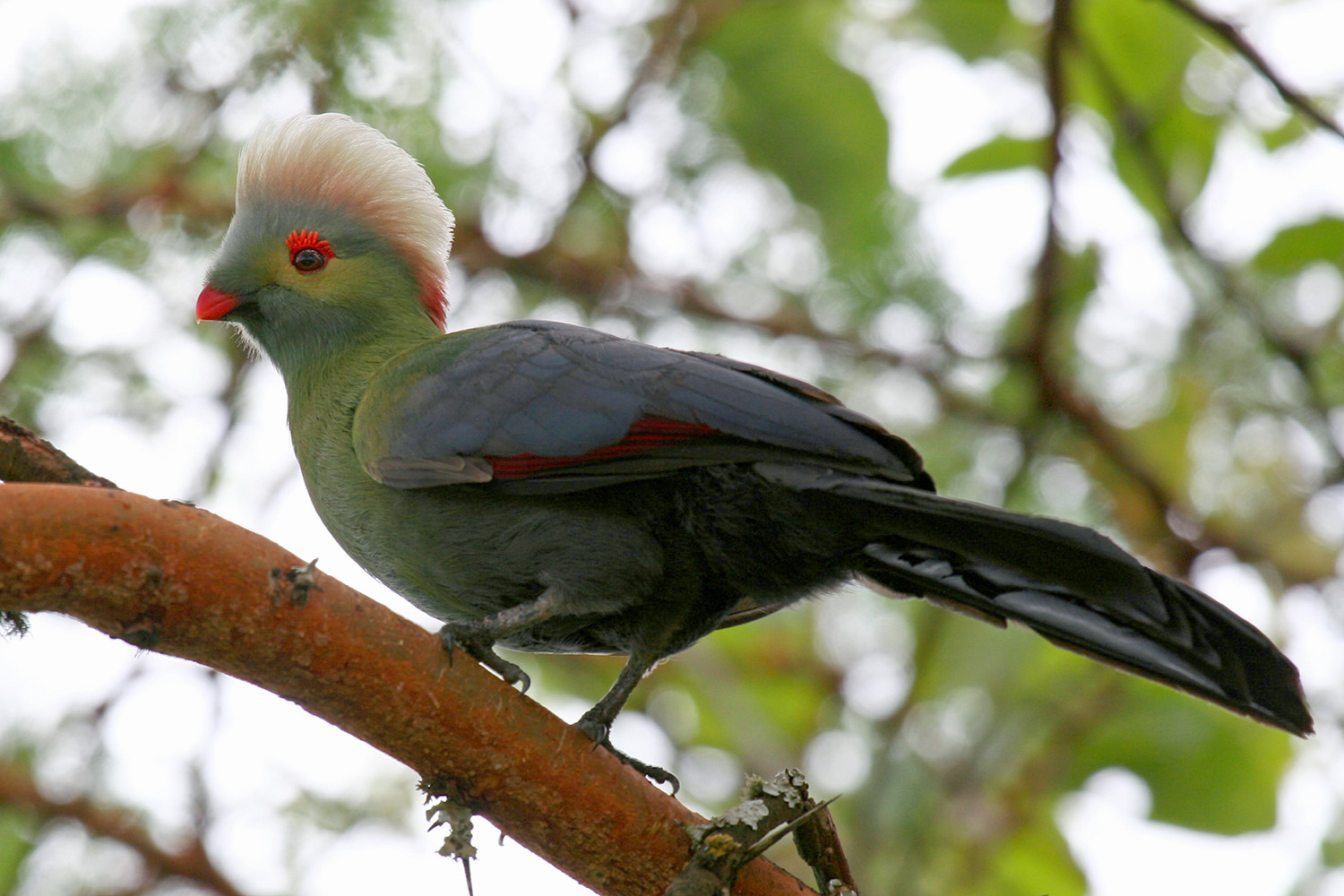
Foto gemaakt in de buurt van de stad Negele Borana in de regio Oromia.

De vogel is gemiddeld 40 cm lang en heeft een opvallende, opstaande lichtgrijze kuif en is verder mosgroen gekleurd op de kop, nek, borst en mantel. Dit groen gaat op de rug, stuit en staart van boven naar beneden over in grijsgroen. De staart en bovenvleugels zijn grijsblauw. De slagpennen (ondervleugels) zijn karmozijnrood, dit is pas goed te zien als de vogel opvliegt. Het oog is bruin, met daar omheen een naakte, vermiljoenrode huid; de snavel is ook rood. De poten zijn zwart.

## Verspreiding en leefgebied
Deze soort is endemisch in zuidelijk Ethiopië. Het leefgebied is natuurlijk, gemengd bos op hoogten rond de 1500 m boven zeeniveau. De vogels foerageren op wilde soorten vijgen en de bessen van soorten Juniperus en Podocarpus.

## Status
Ruspoli's toerako heeft een beperkt verspreidingsgebied en daardoor is de kans op uitsterven aanwezig. De grootte van de populatie werd in 2021 door BirdLife International geschat op 2,5 tot 10 duizend individuen en de populatie-aantallen nemen af door habitatverlies. Het leefgebied wordt aangetast door ontbossing waarbij natuurlijk bos wordt omgezet in gebied voor agrarisch gebruik, vaak door bewust aangestoken branden. Om deze redenen staat deze soort als gevoelig op de Rode Lijst van de IUCN.
Er gelden beperkingen voor de handel in deze vogel, want de soort staat in de Bijlage II van het CITES-verdrag.